# をはり万造
をはり 万造（をわり まんぞう、1948年1月9日 - 2020年8月10日）は、日本の俳優、声優。
愛知県名古屋市出身。リーディンググループ伽羅主宰（岡部政明・森うたうと共同主宰）、ベストポジション所属。
愛知大学中退。以前は東京芸術座、劇団阿修羅、プロダクション・タンク、メディアフォースに所属していた。
2020年8月10日に膵臓癌のため死去。72歳没。

## 出演

### テレビドラマ
- NHK大河ドラマ
  - 獅子の時代（1980年） - 江藤新平の部下
  - 峠の群像（1982年） - 侍
  - 信長 KING OF ZIPANGU（1992年）
- 相棒 Season 4 第11話「汚れある悪戯」（2006年1月1日、テレビ朝日） - 警視庁幹部（記者会見）

### 舞台
- みんな我が子（1995年、 劇団阿修羅） - クリス[6]

### 吹き替え

#### 担当俳優
ウィリアム・サドラー
- 愛についてのキンゼイ・レポート（ケネス・ブラウン）
- マーベル・シネマティック・ユニバース（マシュー・エリス大統領）
  - アイアンマン3
  - エージェント・オブ・シールド

#### 映画
- あぁ、結婚生活
- イン・ハー・シューズ
- ヴァン・ヘルシング
- ヴィクトリア女王 最期の秘密（ヘンリー・ポンソンビー〈ティム・ピゴット＝スミス〉）
- 英国王のスピーチ（ネヴィル・チェンバレン（ロジャー・パロット））
- 間諜最後の日（ケイパー〈パーシー・マーモント〉）
- ギャング・イン・ニューヨーク（ニール・デラクロス〈ステイシー・キーチ〉）
- クローサー（税関職員）
- コモドVSキングコブラ
- 30デイズ・ナイト（マーロー（ダニー・ヒューストン））
- ZANKOKU 残酷（リロイ〈マイケル・ベリーマン〉）
- シャーロック・ホームズVSモンスター（レストラード警部〈ウィリアム・ハウ〉）
- ジャッジメントデイ（シンクレア将軍）
- シンデレラ（農夫[7]（ポール・ハンター））
- 砂の城（ガディール校長〈ナヴィド・ネガーバン〉）
- ゼア・ウィル・ビー・ブラッド
- ターミネーター2（ピーター・シルバーマン博士〈アール・ボーエン〉）※エクストリーム版
- 007 カジノ・ロワイヤル（ブローカー）※DVD版
- 弾突 DANTOTSU（ジョー・マロニー神父）
- ツイスター2010（父）
- D-TOX（ジミー（フランク・ペレグリノ））※テレビ東京版
- トランスポーター（パイロット）
- ナルニア国物語/第1章: ライオンと魔女
- ハート・ロッカー
- ピンク・パンサー2（警視〈グレゴワール・アスラン〉）※ソフト版
- 美女&野獣（オットー〈トニー・ベレット〉）
- プリティ・ヘレン
- ボーン・スプレマシー ※日本テレビ版
- ポセイドン 史上最悪の大転覆（ポール・ガリコ〈ピーター・ウェラー〉）
- マーベル・シネマティック・ユニバース
  - アベンジャーズ/エイジ・オブ・ウルトロン（老兵1）
  - キャプテン・アメリカ/ザ・ファースト・アベンジャー（ブラント上院議員〈マイケル・ブランドン〉）
- LIFE!（ホテル管理人）
- レイダース/失われたアーク《聖櫃》（マスグローブ〈ドン・フェローズ〉）※WOWOW・BD新録版
- レベッカ（ベアトリスの夫）
- ローン・レンジャー（ハバーマン〈スティーヴン・ルート〉）
- ワールド・トレード・センター
- ワイルド・スピード MAX ※テレビ朝日版
- わが教え子、ヒトラー（アドルフ・グリュンバウム〈ウルリッヒ・ミューエ〉）
- 私が愛したヘミングウェイ（ジョン・ドス・パソス〈デヴィッド・ストラザーン〉）

#### ドラマ
- ALPHAS/アルファズ（リー・ローゼン博士〈デヴィッド・ストラザーン〉）
- ER緊急救命室
  - シーズン11 #243（リアム〈デューク・ストロード〉）
  - シーズン12 #262（ロス〈ジェームズ・マザーズ〉）
  - シーズン13 #272（リッツオ〈グレン・ターラント〉）
- 11/22/63（アル・テンプルトン〈クリス・クーパー〉）
- エレメンタリー2 ホームズ&ワトソン in NY（牧師、ミルトン・ヴァン・カーク、ジェイコブ・ワイス）
- 救命医ハンク セレブ診療ファイル（レッドライナー〈デヴィッド・フォンティーノ〉）
- グッド・ワイフ（リチャード・クエスタ判事〈デヴィッド・ペイマー〉）
- クリミナル・マインド3 FBI行動分析課
- クリミナル・マインド 特命捜査班レッドセル（サイクス刑事）
- 刑事ヴァランダー 白夜の戦慄
- 刑事フォイル #11, #12
- ゲットダウン（ビーム市長）
- コールドケース6（ポール・クーパー〈レイモンド・J・バリー〉）
- ザ・パシフィック
- THE KILLING/キリング（ジェームス・スキナー〈イライアス・コティーズ〉）
- ジ・アメリカンズ
- ハーパーズ・アイランド 惨劇の島（キャンベル医師〈ジェイ・ブラゾー〉）
- プリズン・ブレイク（ウォーデン・ヘンリー・ポープ刑務所長〈ステイシー・キーチ〉）
- ボードウォーク・エンパイア 欲望の街
- ミッシング -サイキック捜査官- #10（スチュワート・ラングリー）
- ミディアム 霊能者アリソン・デュボア（イワン・デュボア〈ブルース・グレイ〉）
- 名探偵モンク3 #15
- THE MENTALIST メンタリストの捜査ファイル5
- LOST
- 私はラブ・リーガル3 #4（コール・ランバート〈ハワード・ヘスマン〉）

#### アニメ
- アバター 伝説の少年アン
- おさるのジョージ（ガズンド先生）
- ザ・バットマン（ヒューゴー・ストレンジ）
- バービーと妖精の国フェアリートピア
- ブラザー・ベア2（チルクート〈声：ジム・カミングス〉）

### テレビアニメ
2005年
- 焼きたて!!ジャぱん（おじさん）

2006年
- スーパーロボット大戦OG -ディバイン・ウォーズ-（アルバート・グレイ）

2008年
- ゴルゴ13（ウィルソン上院議員）
- 秘密 〜The Revelation〜（ヒゲの男）

2009年
- 蒼天航路（捕虜）

2011年
- テレビまんが 昭和物語

### 劇場アニメ
- 劇場版 甲虫王者ムシキング グレイテストチャンピオンへの道（2005年）
- 劇場版 はいからさんが通る 前編 〜紅緒、花の17歳〜（2017年、印念中佐）

### ゲーム
- KANE&LYNCH 2: DOG DAYS（2010年）
- LINE三国志ブレイブ（2016年、程昱）
- 逆転オセロニア（2020年、がしゃどくろ）

### ドラマCD
- 七海花音CDドラマシリーズ 秀麗学院高校物語 伝説の少年（庄田順治）
- 略奪シリーズ 2 征服せよ（老召使い）

### ナレーション
- 旅の香り

### ボイスオーバー
- BS世界のドキュメンタリー（NHK-BS1）
  - 「ジェニンの心」（2011年） - イスラム法学者 モハメド・セイド・サラの声